# Südstadion

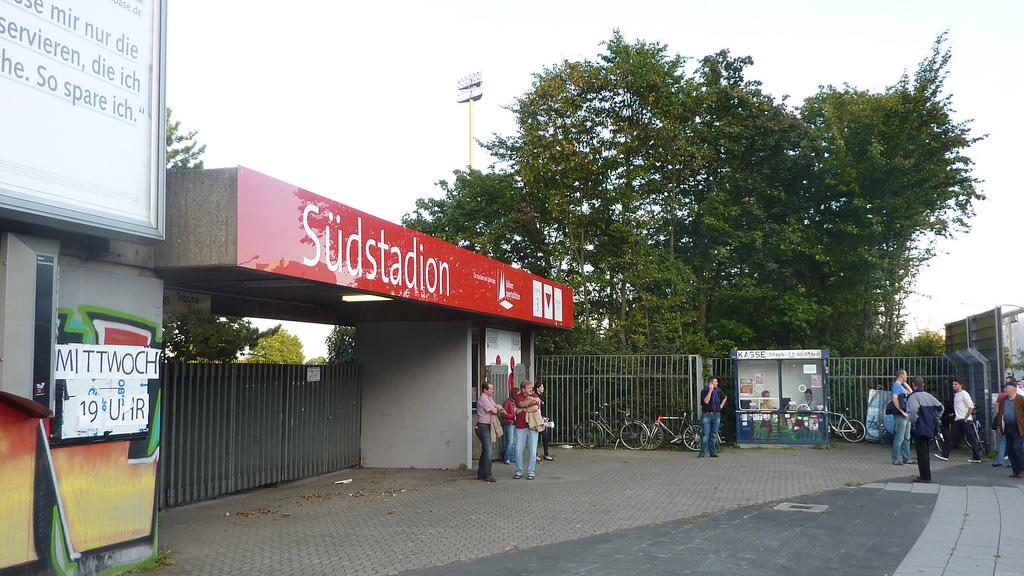
Straßenansicht des Haupteingangs an der Westseite

Das  Südstadion (auch Fortuna-Arena) ist ein Fußballstadion mit Leichtathletikanlage im Stadtteil Zollstock der nordrhein-westfälischen Millionenstadt Köln. Es ist die Heimspielstätte des Fußballvereins SC Fortuna Köln sowie des American-Football-Teams der Cologne Centurions und bietet aktuell 11.748 Plätze (1863 Sitzplätze). In den Spielzeiten 2015/16, 2017/18 und 2022/23 nutzte auch die erste Frauenmannschaft des 1. FC Köln vorübergehend die Anlage.

## Geschichte
Das Südstadion wurde am 15. Januar 1978 eröffnet. Es wurde vor allem gebaut, um den Fußballvereinen des Kölner Südens (wie dem SC Fortuna Köln, der SpVg. Arminia 09 Köln sowie dem RSV Union 05 Köln) eine Spielstätte zu geben, die auch für die 2. Fußball-Bundesliga geeignet sein sollte. Das Südstadion hat eine Gesamtkapazität 14.944 Plätzen, wovon 1918 überdachte Sitzplätze sind. Durch Bau- und Renovierungsmaßnahmen kann zurzeit nicht die volle Kapazität genutzt werden. Die Kapazität ist aufgrund von Umwandlungen von Stehplätzen in Sitzplätze im Gästebereich inzwischen leicht gesunken.
Der gesamte dazugehörige Jean-Löring-Sportpark trug zuvor die Bezeichnung Bezirkssportanlage Köln-Süd. 2014 wurde das Areal offiziell nach dem langjährigen Präsidenten des SC Fortuna Köln, Jean Löring, benannt. Er umfasst nicht nur das eigentliche Stadion, sondern auch einen Komplex mit Umkleiden, Krafträumen und Sporthallen sowie zwei Trainingsrasen- und zwei Trainingstennenplätze. Nach dem Neubau des Rhein-Energie-Stadions ist es Kölns größtes Stadion mit Leichtathletikanlage.

## Nutzer
Seit der Eröffnung ist das Stadion die Heimspielstätte des SC Fortuna Köln, eines langjährigen Fußballzweitligisten. Ebenso trug die zweite Mannschaft von Bayer 04 Leverkusen ihre Heimspiele in der Saison 2008/09 und 2009/10 im Südstadion aus, da die eigentliche Heimspielstätte, das Ulrich-Haberland-Stadion, im Zuge der Bauarbeiten an der Leverkusener Bayarena nicht bespielbar war. Vorher hatte bereits die zweite Mannschaft des 1. FC Köln (Amateure) bis 2005/06 ihre Spiele der Regional- und Oberliga im Südstadion ausgetragen, während ihre Heimspielstätte, das Franz-Kremer-Stadion, renoviert wurde. Für die Saison 2005/06 war das Südstadion die Heimat des damaligen Oberligisten PSI Yurdumspor Köln. In der Saison 1988/89 musste auch der SC Viktoria Köln im Südstadion spielen, da der heimische Sportpark Höhenberg umgebaut wurde.
In den Spielzeiten 2015/16 und 2017/18 wurden die Spiele des 1. FC Köln in der Frauen-Bundesliga im Südstadion ausgetragen.
Die Spiele der Kölner American-Football-Bundesligamannschaften Cologne Falcons und Cologne Crocodiles fanden ebenfalls im Südstadion statt.

## Verkehrsanbindung
Das Südstadion liegt fast unmittelbar an der Haltestelle Pohligstraße der Linie 12 der Stadtbahn Köln. Der nächste Regionalverkehrsbahnhof ist der etwa einen Kilometer nördlich gelegene Bahnhof Köln Süd. Mit dem Auto können aufgrund der innerstädtischen Lage je nach Anfahrtsrichtung unterschiedliche Zufahrtswege verkehrsgünstig sein.

## Neubaupläne und Renovierung
Da die Bausubstanz nach mehr als dreißig Jahren stark renovierungsbedürftig ist, plante die Stadt Köln das Südstadion mittelfristig durch einen Neubau an gleicher Stelle zu ersetzen. Die Kapazität sollte für die Ansprüche der Regionalliga ausreichen, also etwa 5000 bis 8000 Zuschauern Platz bieten. Die Finanzlage der Stadt ließ jedoch einen baldigen Baubeginn nicht zu. Stattdessen wurden zur Saison 2008/09 und zur Saison 2009/10 Renovierungsarbeiten durchgeführt. So wurde die Tribüne 2008 mit Schalensitzen ausgestattet. Zudem wurde auf der Haupttribüne ein abgetrennter Gästebereich errichtet. 2009 folgte die Erneuerung der sanitären Anlagen sowie des Flutlichts. Das Südstadion erfüllt nunmehr wieder alle Kriterien des DFB und ein Abriss oder Neubau ist vorerst nicht mehr beabsichtigt. 2012 wurde das Südstadion für rund 1,5 Mio. Euro erneut saniert und so zweitligatauglich gemacht. In der Sommerpause zur Saison 2015/16 erhielt die Spielstätte für rund 800.000 Euro eine Rasenheizung. Eine solche Anlage ist für Stadien von der 1. Bundesliga bis hinab in die 3. Liga vom DFB vorgeschrieben.

## Trivia
Beim Relegationshinspiel um den Aufstieg in die 3. Liga zwischen dem SC Fortuna Köln (damals Regionalliga West) und dem FC Bayern München II (damals Regionalliga Bayern) am 28. Mai 2014 war das Stadion zum ersten Mal nach 31 Jahren bei einem Spiel des SC Fortuna Köln wieder ausverkauft.
In der Saison 2024/25 war am 14. September 2024 die Partie gegen den MSV Duisburg mit 9448 Zuschauern ausverkauft. Es war das dritte Mal in der Geschichte, dass das Südstadion ausverkauft war. Die vierte ausverkaufte Partie erfolgte in derselben Saison am 16. April gegen Alemannia Aachen im Halbfinale des Mittelrheinpokals.